# You (magazine)
Le You (ユー) est un magazine de prépublication de mangas bimensuel de type josei édité par Shūeisha et publié depuis 1980. Chaque numéro est publié à plus de 86 667 exemplaires en moyenne en 2015.